# Bird City (Kansas)
Bird City es una ciudad ubicada en el condado de Cheyenne en el estado estadounidense de Kansas. En el año 2010 tenía una población de 447 habitantes y una densidad poblacional de 77,07 personas por km².

## Geografía
Bird City se encuentra ubicada en las coordenadas 39°45′3″N 101°32′1″O / 39.75083, -101.53361 (39.750950, -101.533480).

## Demografía
Según la Oficina del Censo en 2000 los ingresos medios por hogar en la localidad eran de $25,714 y los ingresos medios por familia eran $32,589. Los hombres tenían unos ingresos medios de $24,531 frente a los $17,500 para las mujeres. La renta per cápita para la localidad era de $16,680. Alrededor del 17.7% de la población estaban por debajo del umbral de pobreza.